# Монастир Енряку
Монасти́р Енря́ку або Енря́ку-д́зі (яп. 延暦寺, えんりゃくじ, МФА: [enɾʲaku d͡ʑi], «монастир епохи Енряку») — буддистський монастир в Японії.  Належить секті Тендай.  Головний монастир секти. Розташований за адресою: префектура Сіґа, місто Оцу, квартал Сакамото-хон 4220. Монастирський титул — гора Хієй.  Заснований 788 року. Головною святинею монастиря є статуя будди Якусі. До цінних пам'яток належать Центральний храм (національний скарб Японії), храмова галерея (важлива культурна пам'ятка Японії), тощо.
 Розташований на горі Хіей, на північ від стародавньої столиці Кіото. Один з найстаріших буддистських центрів країни. Був місцем навчання засновників багатьох релігійних діячів країни. Об'єкт світової спадщини ЮНЕСКО.

## Короткі відомості

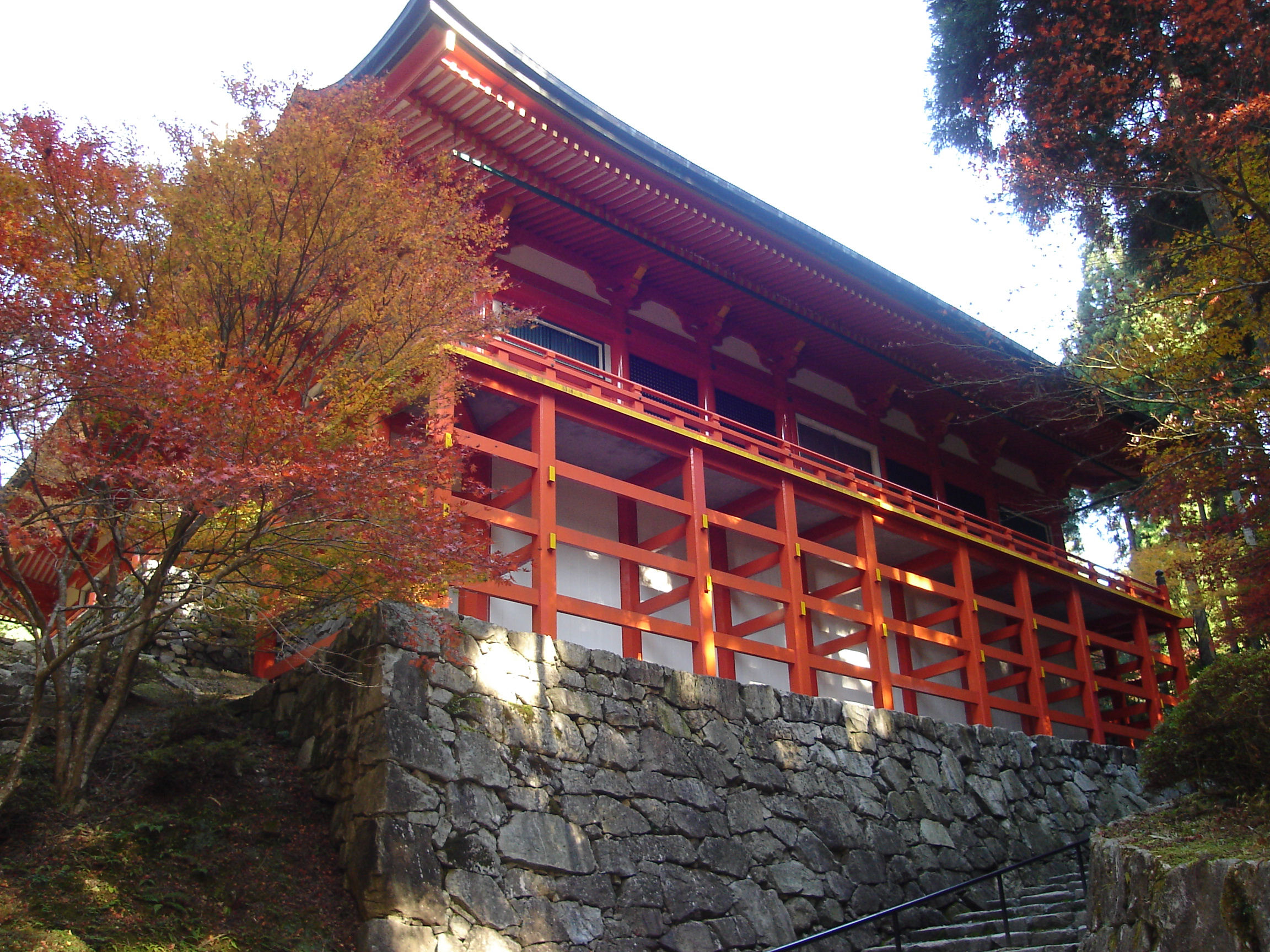
«Центральний храм» Йокава.

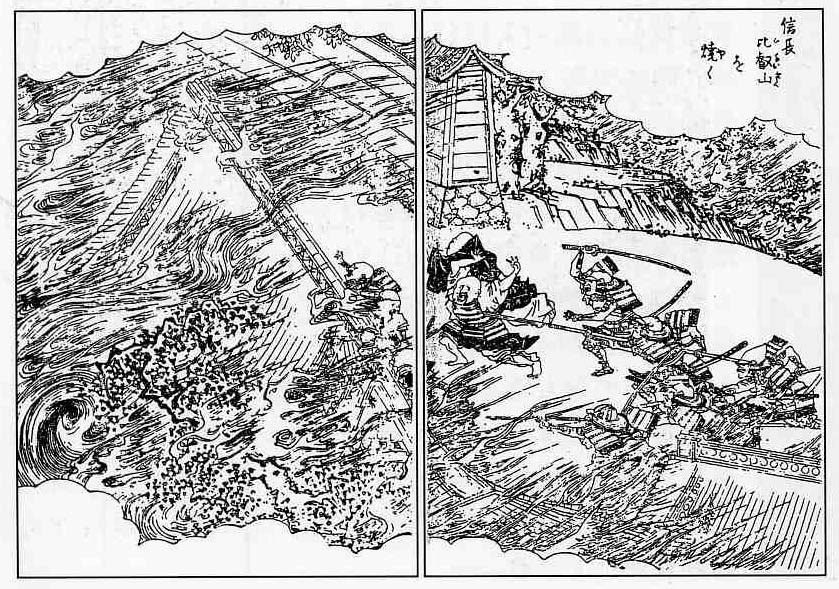
Спалення Енряку 1571 року військами Оди Нобунаґи

Перший храм монастиря був закладений у 788 році (7 році Енряку) буддистським монахом Сайтьо (767–822), який поширював у країні вчення китайської школи тяньтай після стажування у імперії Тан. У 807 році Сайтьо, з дозволу Імператора Камму, зібрав сотню учнів і оселився з ними на горі Хієй. Храм Енряку перетворився у монастирський комплекс. У ньому панувала жорстока дисципліна. Молоді монахи повинні були вчити Закон Будди і медитувати по 12 годин на добу.
В часи розквіту, які припадають на 10-12 століття, монастир мав величезний храмовий комплекс із 3-тисяч культових споруд, а також утримував могутню армію монахів-воїнів. Вони часто використовувались для боротьби з опозиційними монастирями і вороже налаштованими політиками.
З 14 століття розпочався культурний занепад монастиря Енряку. Монахи почали займатися лихварством і работоргівлею.
У першій половині 15 столітті монастир виступив проти релігійних інновацій 6-го сьоґуна сьоґунату Муроматі Асікаґи Йосінорі. Боротьбу проти центральної влади Енряку програв і зазнав руйнування у 1435 році. Головний храм, храм Компон-тюдо, був спалений, а керівництво монастиря — вирізано. Проте за 20 років, у зв'язку із поступовим занепадом самурайського уряду, монахи зуміли відновити втрачені позиції. На початок 16 століття монастир Енряку знову відігравав роль релігійного і наукового центру країни.
На середину 16 століття монастир зіткнувся із своїм найлютішим ворогом Одою Нобунаґою. Захопивши столицю у 1568 році, він конфіскував ряд монастирських земель, чим викликав невдоволення серед монахів. У 1570 році ченці монастиря виступили на боці ворогів Оди Нобунаги, допомагаючи військам родів Адзаї та Асакура. Спроби Нобунаґи змусити монахів передумати і перейти на його бік провалилися, тому наступного, 1571 року, він спалив монастир дощенту разом із усіма його мешканцями.
Сучасний вигляд монастиря — реконструкція кінця 16 — початку 17 століття. Він умовно поділений три райони — Тодо (яп. 東塔 — «Східні вежі», колишнє місце засідання голів монастиря), Сайто (яп. 西塔 — «Західні вежі») і Йокава
(横川). Більшість головних будівель монастиря зосереджені у східній частині — Тодо.

## Галерея

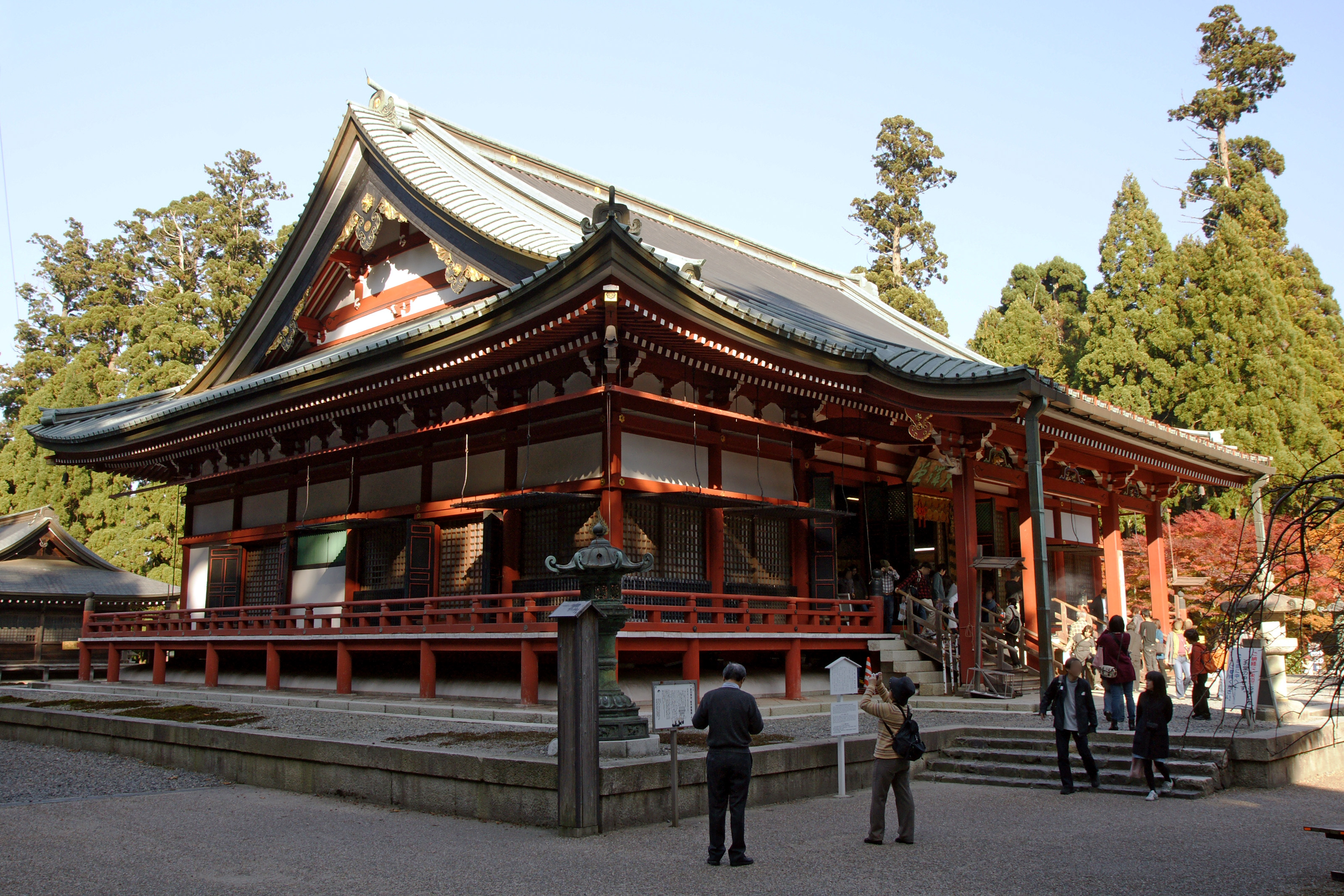
Великий лекційний Храм 大講堂
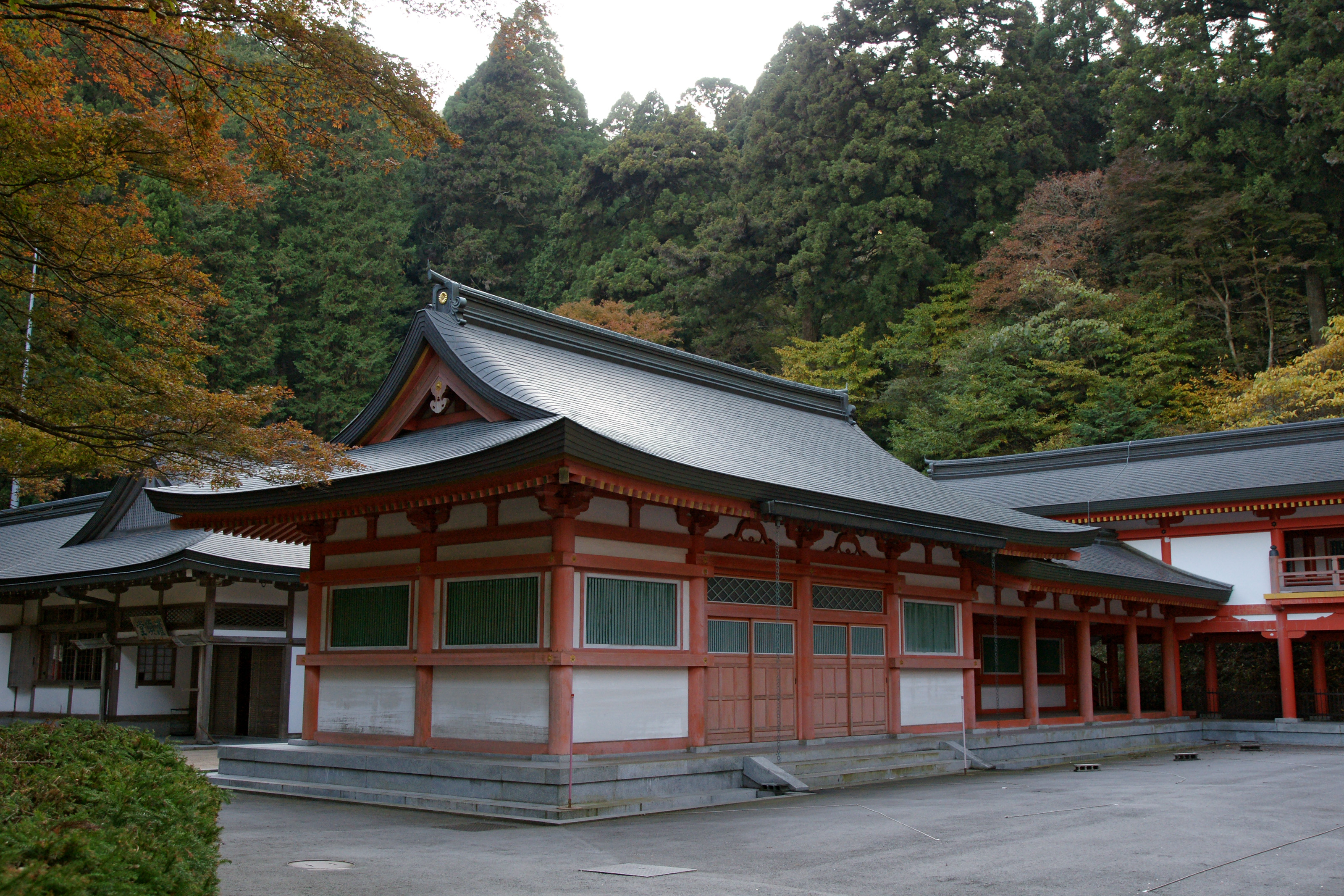
Храм миропомазання 灌頂堂
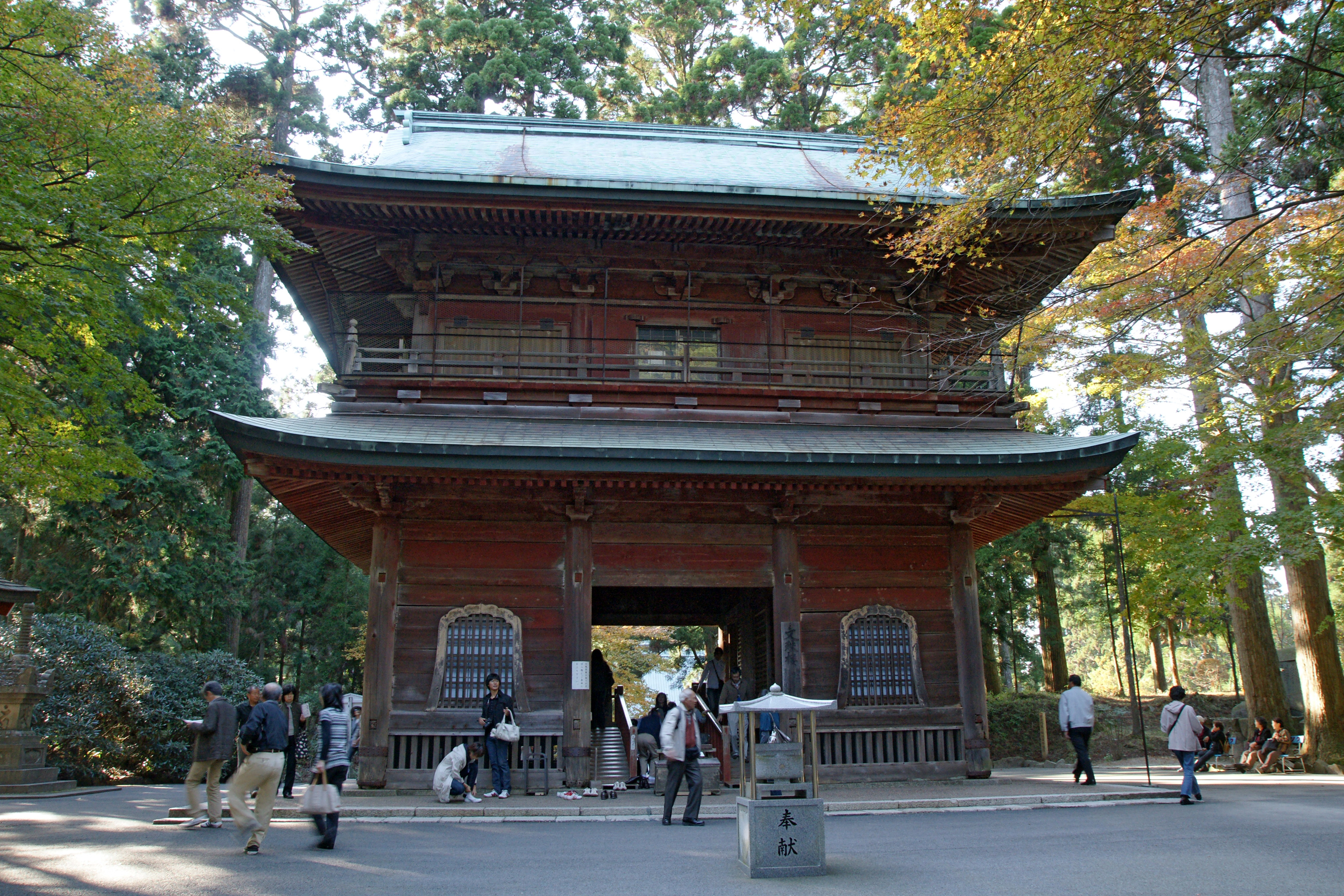
Храм Манджушрі 文殊楼
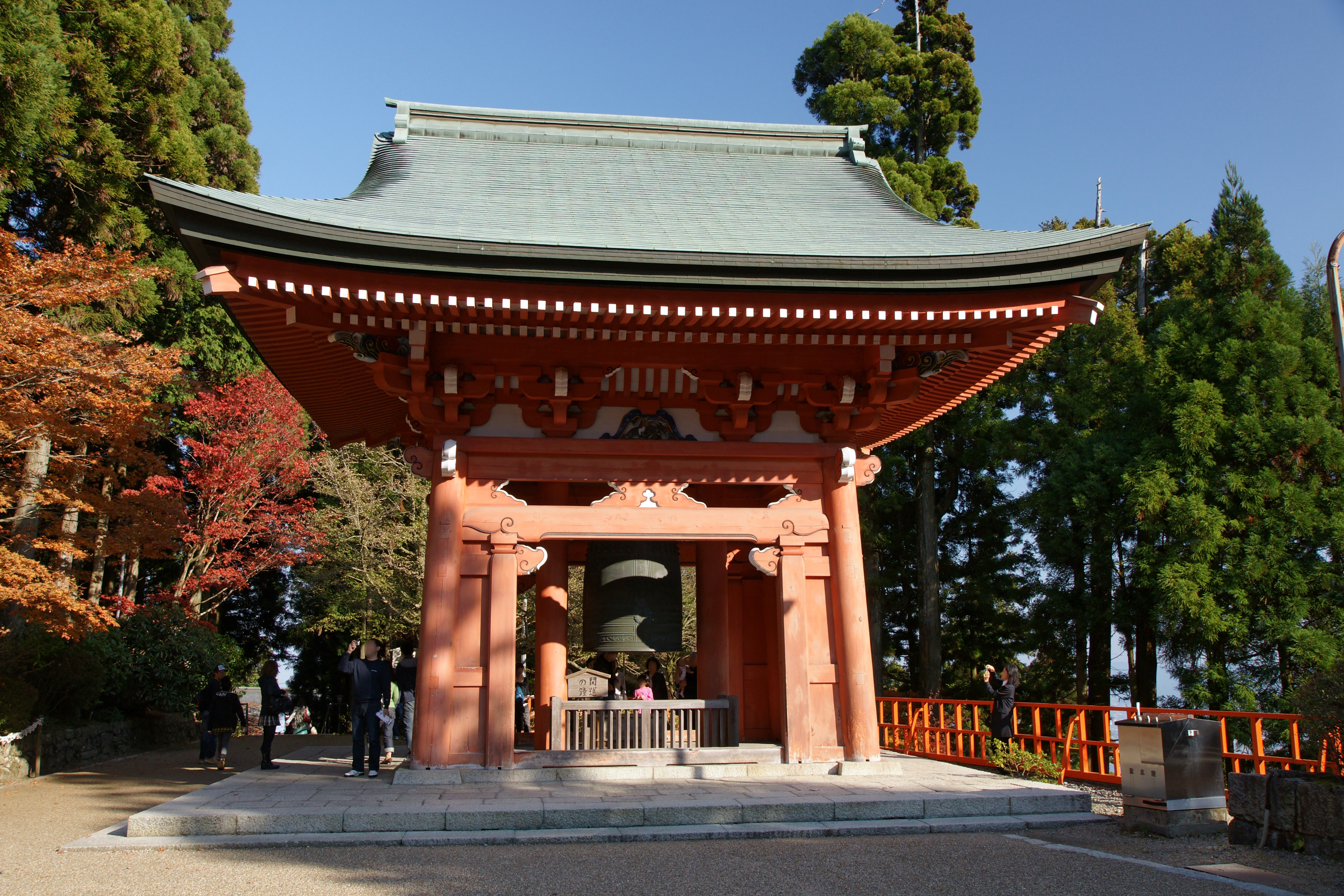
Дзвіниця 鐘楼
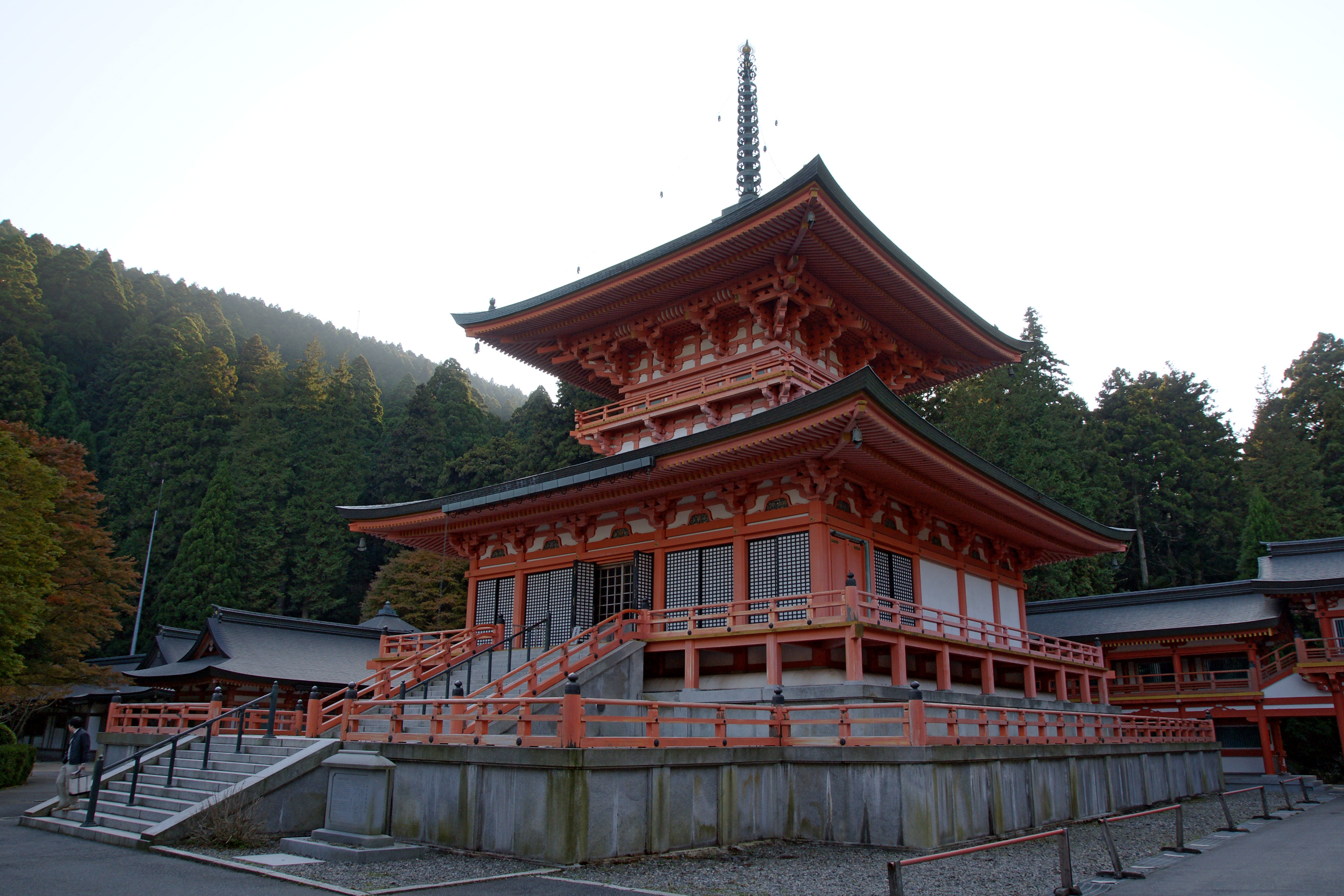
Східна пагода 東塔
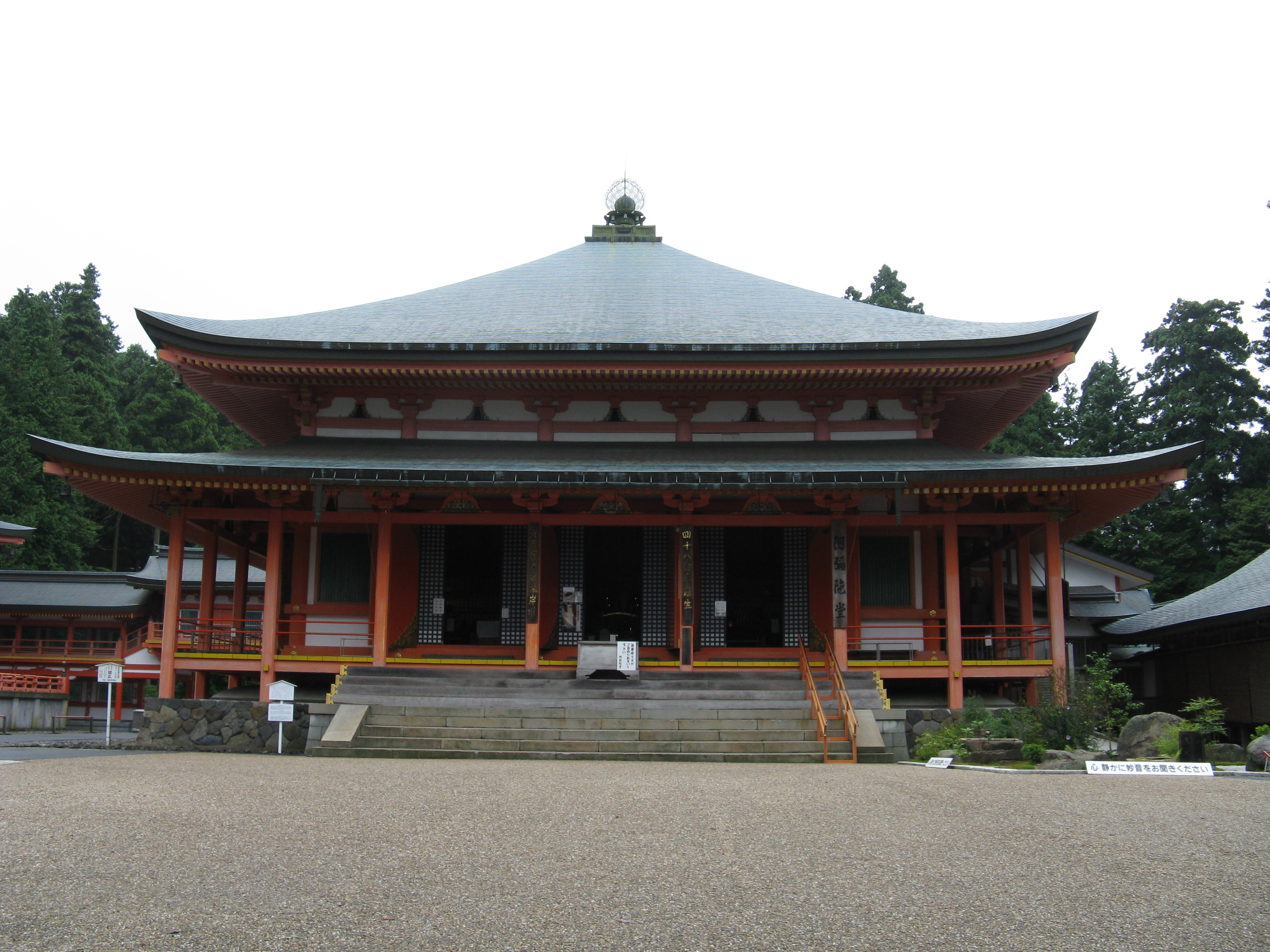
Храм Аміди 阿弥陀堂
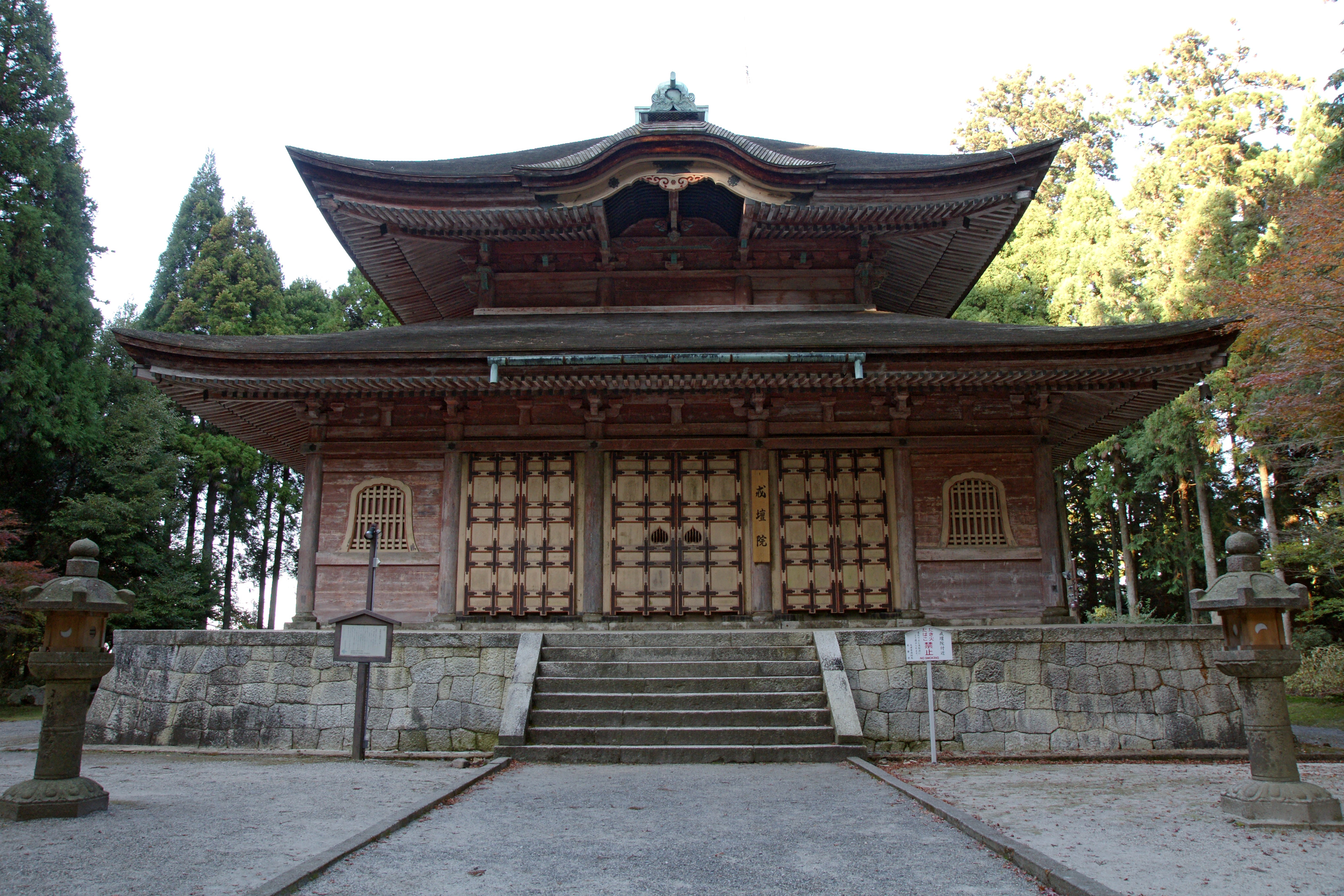
Павільйон обітниць 戒壇院
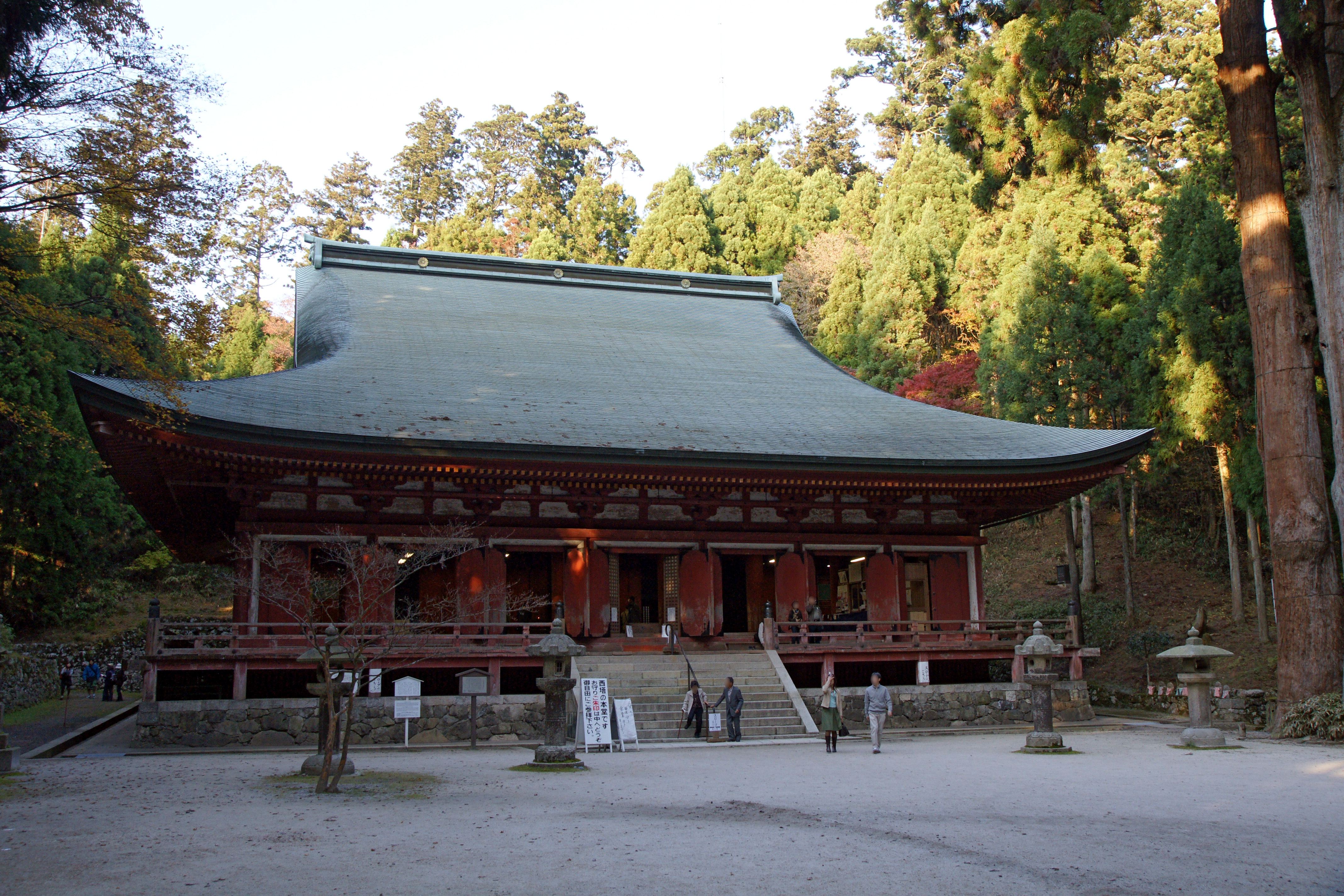
Храм Колеса Закону 転法輪堂